# Metro de Novosibirsk
El Metro de Novosibirsk (en ruso: Новосибирский метрополитен) es el sistema de metro que da servicio a la ciudad de Novosibirsk, Rusia y es el primer y único sistema de metro de Siberia. Fue inaugurado en 1986, se extiende a lo largo de 16 km de largo y cuenta con 13 estaciones repartidas entre las dos líneas que componen la red. El Metro de Novosibirsk es el tercero más concurrido de Rusia, con 80 millones de pasajeros (2015).

## Historia

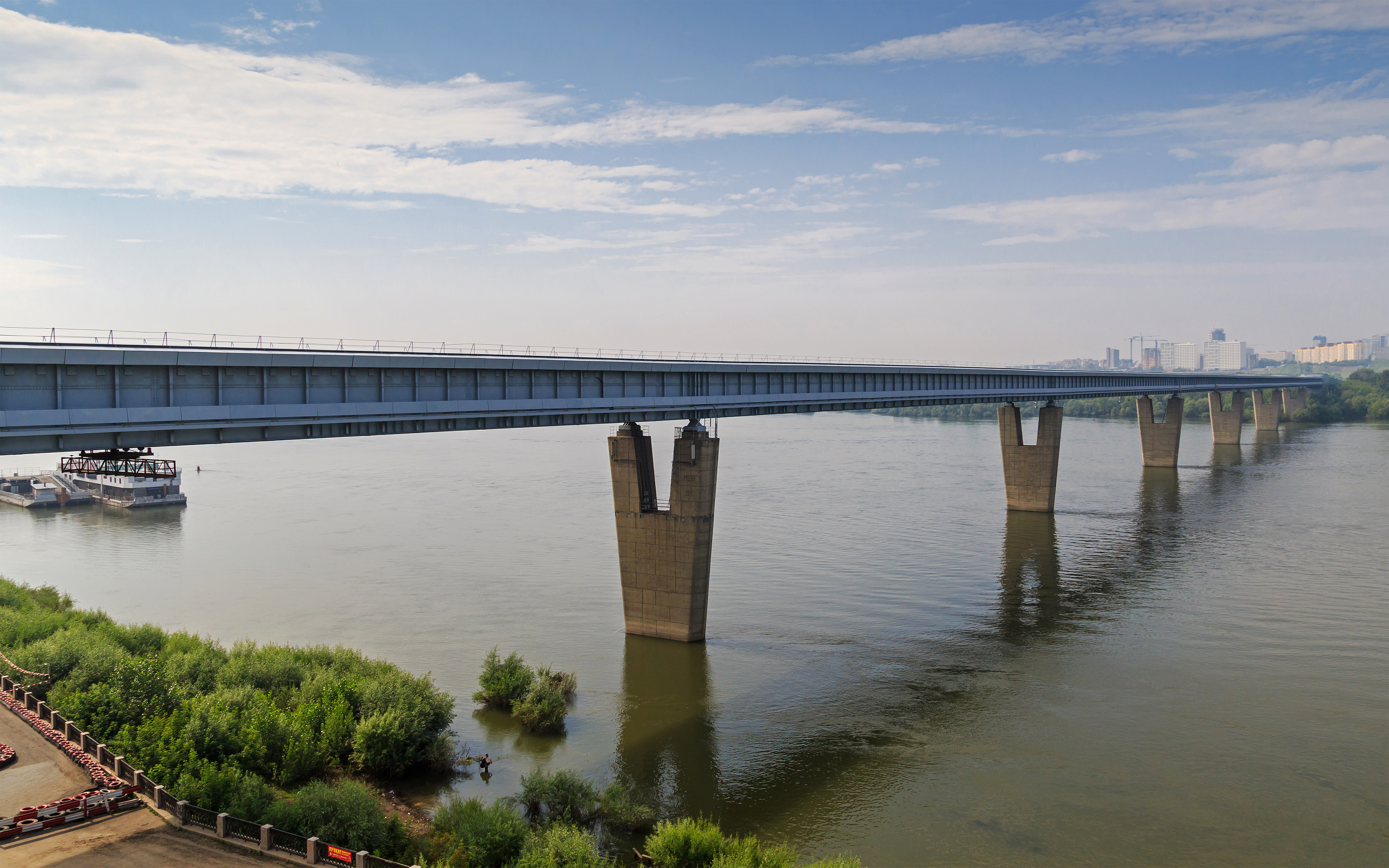
El túnel del Metro sobre el río Obi.

Novosibirsk es la tercera ciudad más poblada de Rusia, con una población de 1,4 millones de habitantes. Fue fundada como ciudad cruce de una de las principales rutas de Siberia, el ferrocarril Transiberiano y el río Obi. Por lo tanto, los planes para implantar un sistema de metro no tardaron en aparecer. Los primeros diseños fueron realizados a finales de los años 1960 y las obras comenzaron el 12 de mayo de 1979. Con la importante experiencia lograda previamente con anteriores sistemas de metro en la Unión Soviética, las cinco primeras estaciones del Metro de Novosibirsk fueron completadas en siete años y medio, que fue inaugurado el 7 de enero de 1986 por las autoridades soviéticas, convirtiéndose en el undécimo sistema de metro de la Unión Soviética y el cuarto de Rusia.
Los trabajos para expandir el sistema de metro a la idea original de cuatro líneas de metro y 62 km de red comenzaron poco después de la inauguración, pero las dificultades económicas de la región a comienzos de los años 1990 detuvieron el proyecto. Sin embargo, los trabajos de expansión fueron retomados recientemente.

## Líneas
| #     | Nombre                      | Abierta | Última estación añadida | Longitud (km) | Estaciones |
| ----- | --------------------------- | ------- | ----------------------- | ------------- | ---------- |
| 1     | Leninskaya (Ленинская)      | 1986    | 1992                    | 10.5 km       | 8          |
| 2     | Dzerzhinskaya (Дзержинская) | 1987    | 2010                    | 5.86 km       | 5          |
| Total | Total                       | Total   | Total                   | 16.36 km      | 13         |

## Estadísticas
De acuerdo con las estadísticas del Metro de Novosibirsk, el número total de pasajeros en los últimos años es el siguiente:
| Año  | Pasajeros      | Año  | Pasajeros     |
| ---- | -------------- | ---- | ------------- |
| 1986 | 42,9 millones  | 1998 | 75,6 millones |
| 1987 | 45,6 millones  | 1999 | 70,6 millones |
| 1988 | 64,2 millones  | 2000 | 76,0 millones |
| 1989 | 68,3 millones  | 2002 | 74,9 millones |
| 1990 | 74,1 millones  | 2003 | 74,9 millones |
| 1991 | 69,9 millones  | 2004 | 70,8 millones |
| 1992 | 91,9 millones  | 2005 | 61,8 millones |
| 1993 | 117,5 millones | 2006 | 66,9 millones |
| 1995 | 110,4 millones | 2007 | 69,6 millones |
| 1996 | 97,3 millones  | 2008 | 77,5 millones |
| 1997 | 83,7 millones  | 2009 | 69,9 millones |
|      |                | 2010 | 73,9 millones |
|      |                | 2011 | 75,6 millones |

## Galería

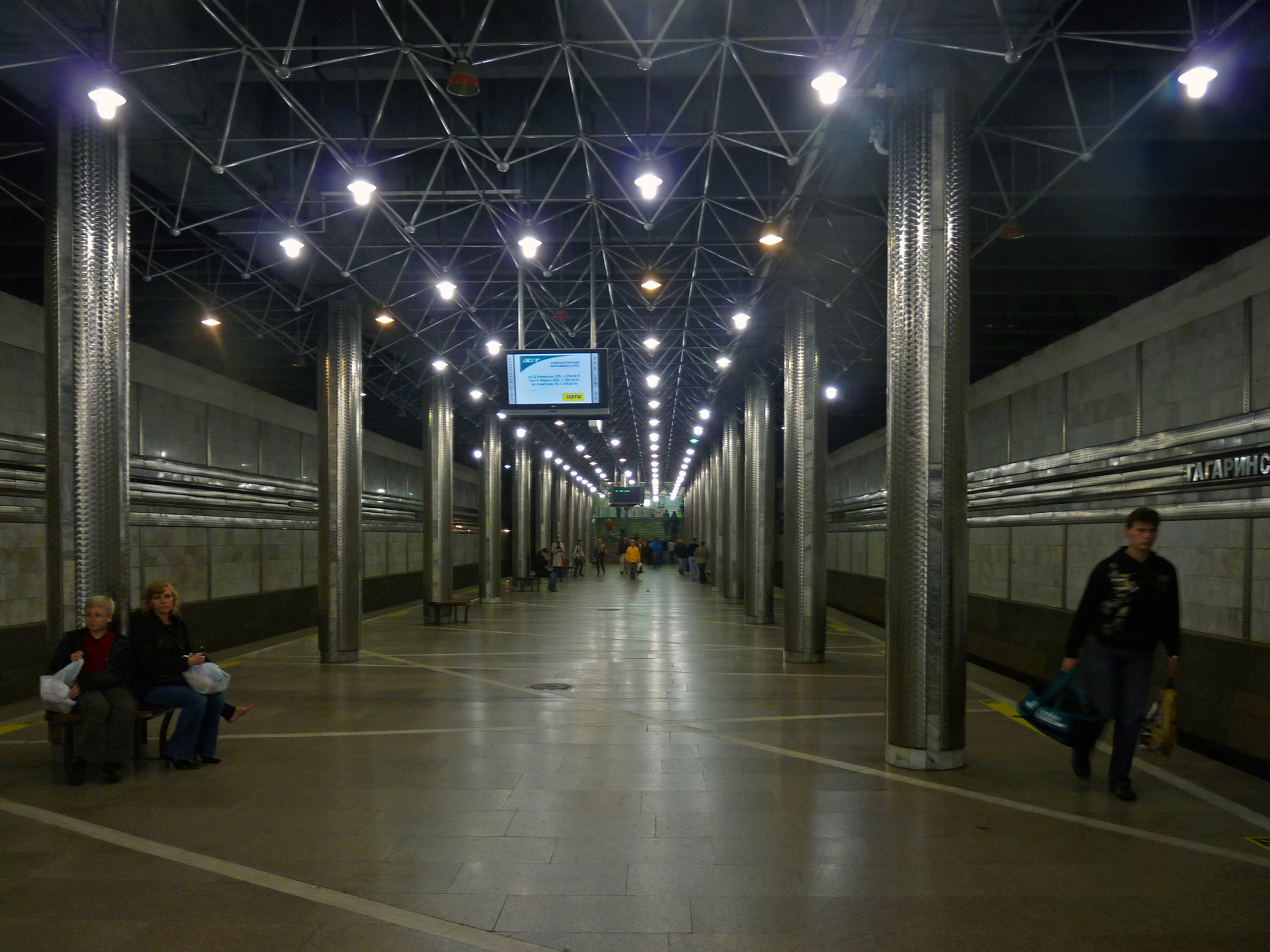
Estación Gagarinskaya.
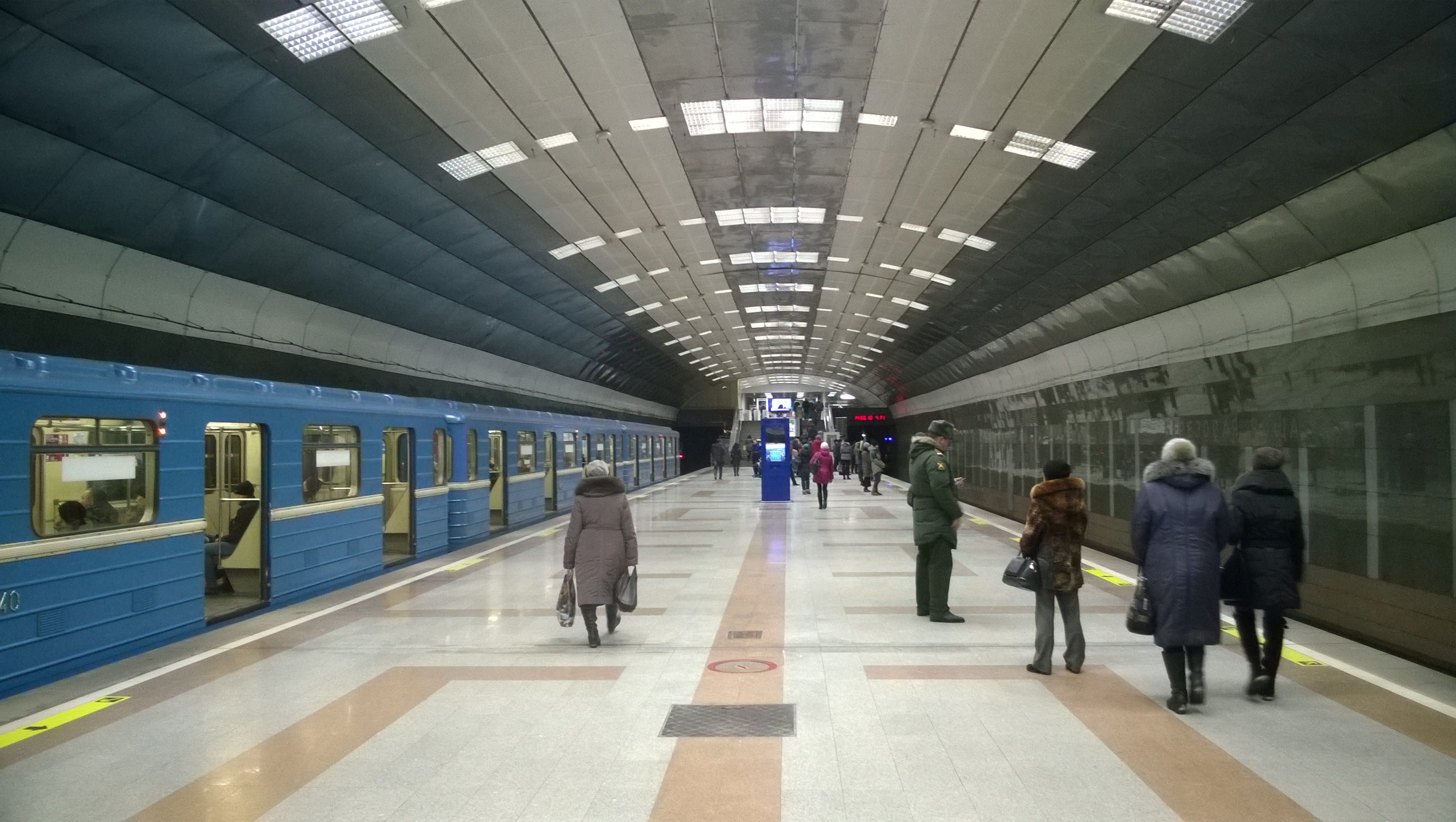
Estación Beryozovaya Roscha.
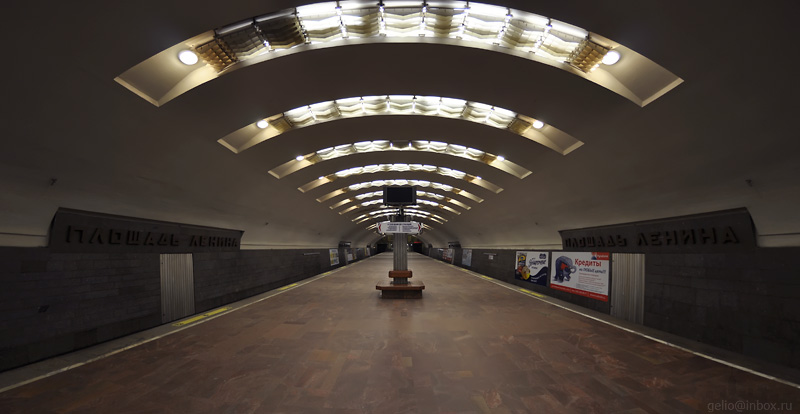
Estación Ploshchad Lenina.
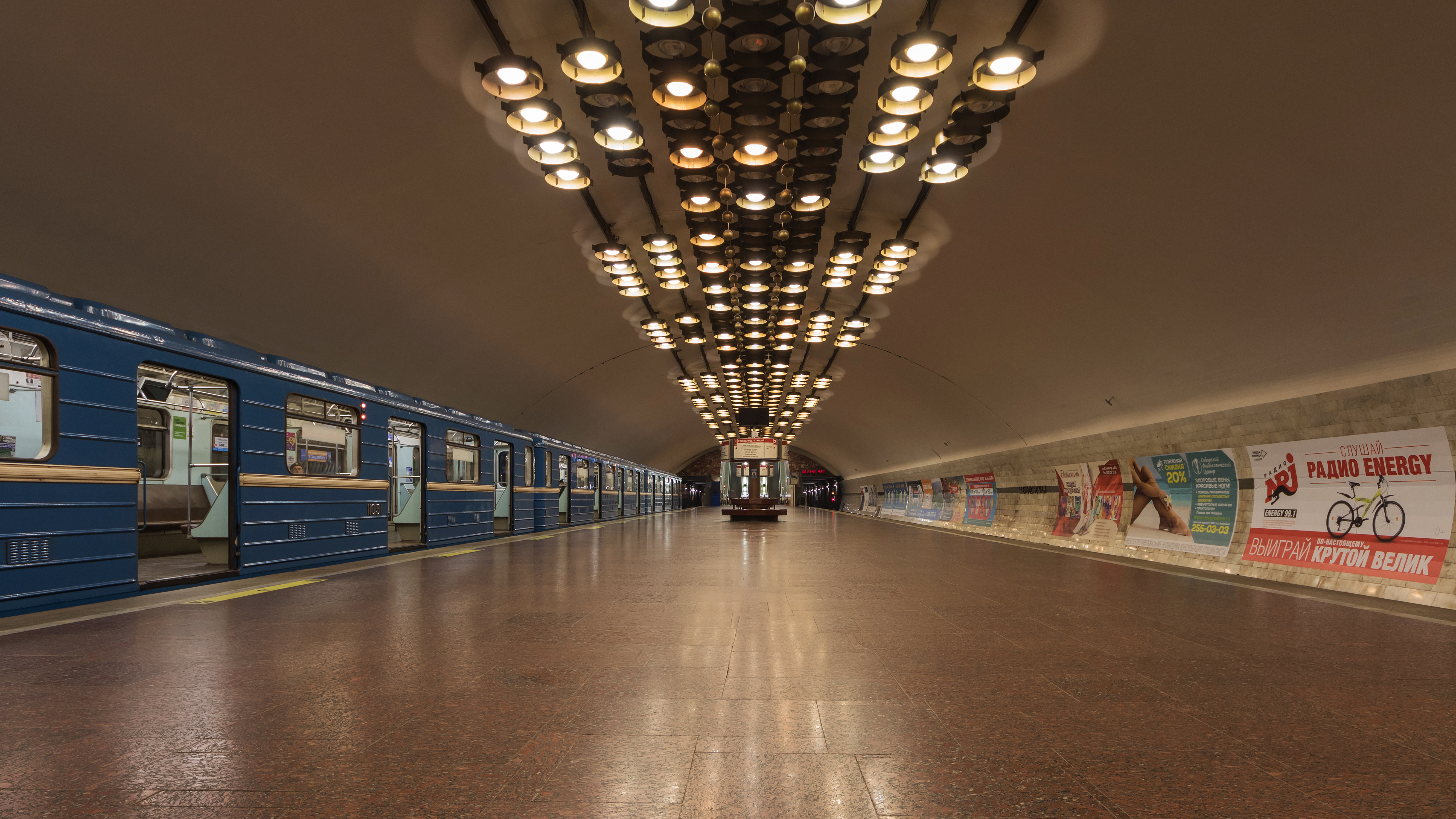
Estación Zaeltsovskaya.
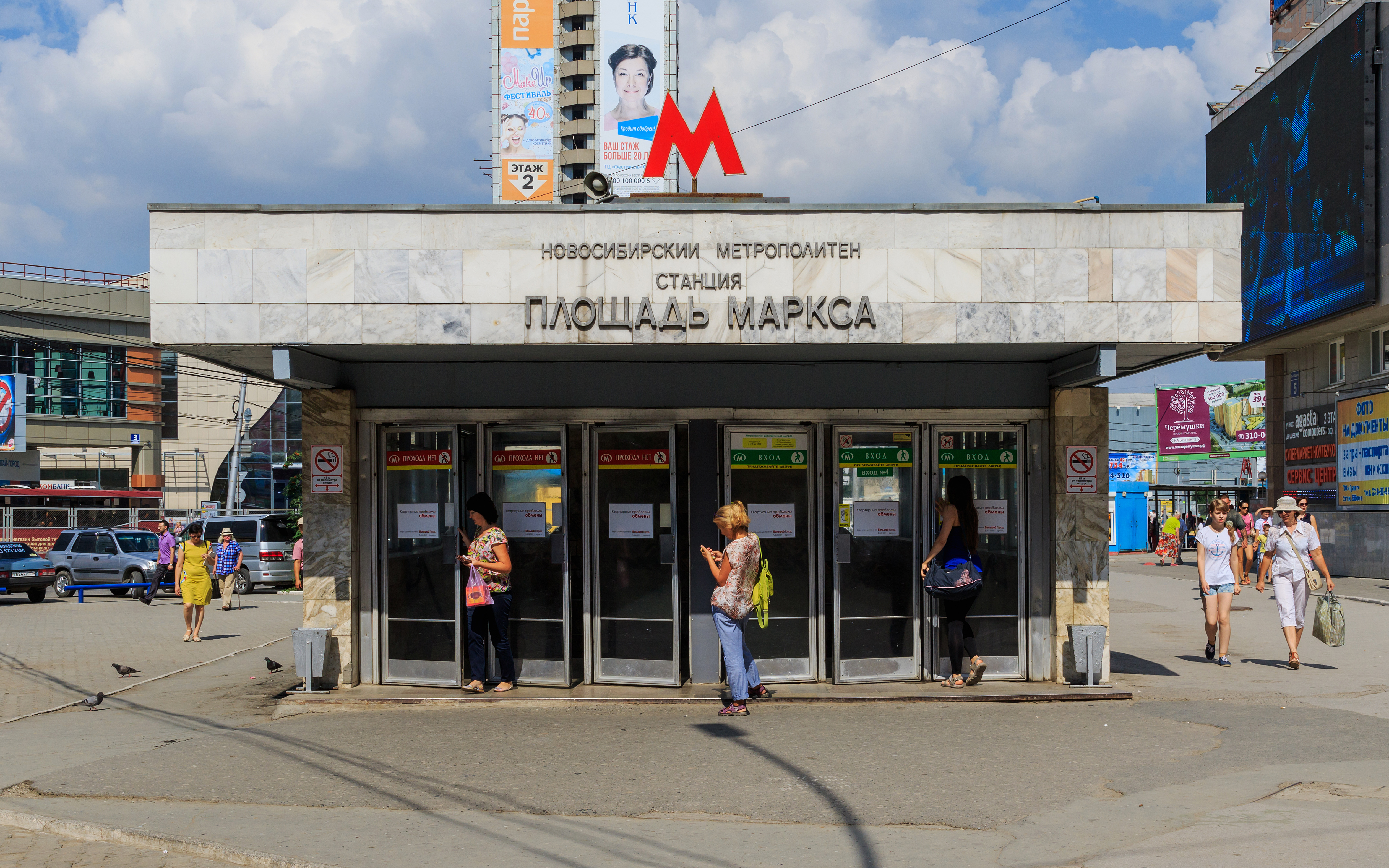
Estación Ploshchad Marksa.